# 췌장 신경내분비종양
췌장 신경내분비종양(Pancreatic neuroendocrine tumor, PanNET, PET 또는 PNET, islet cell tumours, pancreatic endocrine tumours)은 췌장 내 내분비(호르몬) 및 신경계 세포에서 발생하는 신경내분비 종양이다.
췌장 신경내분비종양은 신경내분비 종양의 일종으로, 위장췌장 신경내분비 종양(GEP-NET)의 약 1/3을 차지한다. 많은 췌장 신경내분비종양은 양성이지만 일부는 악성이다. 공격적인 췌장 신경내분비종양은 전통적으로 "섬 세포 암종"(islet cell carcinoma)으로 불려왔다.
췌장 신경내분비종양은 대부분이 외분비 췌장에서 발생하는 선암종인 일반적인 형태의 췌장암과는 매우 다르다. 임상적으로 중요한 췌장 신생물 중 단지 1~2%만이 췌장 신경내분비종양이다.